# 셰누다 3세
셰누다 3세(Ⲡⲁⲡⲁ Ⲁⲃⲃⲁ Ϣⲉⲛⲟⲩϯ ⲅ̅, 1923년 8월 3일 ~ 2012년 3월 17일)는 제117대 콥트 정교회 교황이다. 콥트 정교회 교황으로서 알렉산드리아 교황 및 성 마르코 관구 총대주교를 역임하였다.

## 생애
이집트 아시우트주에서 출생하였다. 집안의 8명의 아이 중 막내였다. 16세 때 콥트 정교회에 적극적으로 출석하기 시작했다. 이집트의 수도 카이로 기자 (이집트)의 카이로 대학에서 학위를 받고 신학교에 다녔다.
1949년 신학교를 졸업하고 콥트 정교회의 수도사가 된다. 1954년 7월 18일 와디 엘 나트룬수도원에 들어가 6년 뒤인 1960년까지 콥트 정교회의 가르침을 받았다.
1971년 3월 9일에 교황 키릴로스 6세가 사망해, 같은 해 11월 14일에 교황에 착좌했다. 교황 착좌식은 카이로 콥트 성당에서 열렸다. 이후 40년 이상 콥트 정교회 교황으로서 이슬람 교도와의 융화와 이슬람 과격파로부터의 콥트 교회 신자를 방어하는 데 힘썼다. 2012년 3월 17일에 88세의 나이로 사망하였다.

## 같이 보기
- 콥트 정교회